# Precentor
Un precentor est une personne qui intervient durant le culte. Son rôle et ses attributions varient en fonction de la religion, de la dénomination et de l'époque en question. La dérivation latine est præcentor, de cantor, signifiant « celui qui chante avant » ou bien « premier chanteur ».

## Culte juif
Un precentor juif est généralement appelé un hazzan ou un chantre.

## Culte chrétien

### Église anglicane
Le precentor est chargé de préparer les services de culte. Ce poste existe dans une grande église ou une cathédrale. Le precentor est responsable de l'organisation de la liturgie et du culte. Il s'agit généralement d'un chanoine qui peut être assisté d’un « succentor », en particulier dans la direction du chant choral.
Le siège du precentor dans une cathédrale anglicane se trouve face à celui du doyen, conduisant à la division traditionnelle des membres du chœur en « decani » (côté du doyen) et « cantoris » (du côté du precentor).

## Éducation
Le titre de precentor est parfois utilisé dans des public schools anglaises pour désigner le responsable de la musique.